# Ratio de liquidité générale
Le ratio de liquidité générale (current ratio) est une comparaison des actifs à court terme (current assets) d'une entreprise ou d'un particulier à ses passifs à court terme (current liabilities).
{\displaystyle {\mbox{Ratio}}={\frac {\mbox{Actif Court Terme}}{\mbox{Passif Court Terme}}}}
Par exemple, si les actifs à court terme d'une entreprise sont de 50 000 000 $, et ses passifs à court terme sont de 40 000 000 $, son ratio de liquidité est déterminé comme suit :
Ratio de liquidité générale = Actifs à court terme/Passif à court terme = 50 000 000/40 000 000 = 1,25
La manière la plus simple d'expliquer ce résultat est la suivante : à quel niveau mes en-cours de dettes fournisseurs permettent de financer les créances que mes clients me doivent. Si le ratio de liquidité est supérieur à 1, les dettes fournisseurs ne couvrent pas les créances de mes clients. Pour ce calcul on considère les actifs et les passifs à un an.
Le ratio de liquidité générale est un indicateur de la liquidité d'une entreprise ou d'un particulier et de sa capacité à rembourser ses dettes à court terme. Les ratios acceptables dépendent du secteur, mais un ratio d'environ 2 est considéré comme raisonnable. Si ses dettes à court terme dépassent les actifs à court terme (c'est-à-dire si le ratio est inférieur à 1), l'entreprise peut ne pas être en mesure de tenir ses engagements, tandis que si le ratio est trop élevé, il est possible que l'entreprise n'utilise pas efficacement ses actifs.
Avoir un ratio de liquidité générale supérieur à 1 équivaut à avoir un besoin en fonds de roulement positif.